# UNCAF Nations Cup 1991
The UNCAF Nations Cup 1991 was de 1e editie van de UNCAF Nations Cup, het voetbaltoernooi dat gehouden wordt voor leden van de UNCAF. De eerste 3 landen plaatsen zich voor de CONCACAF Gold Cup van 1993. Het toernooi zou worden gehouden in Honduras, het thuisland zou het toernooi ook voor de eerste keer winnen. Voordat het toernooi van start ging werd er eerst een kwalificatietoernooi gehouden. Omdat de winnaar (Costa Rica) de CONCACAF Championship 1989 ook al had gewonnen en zich daarmee plaatste voor de CONCACAF Gold Cup 1991, mochten de nummers 2 en 3 van dit toernooi beide ook naar de CONCACAF Gold Cup 1991

## Deelnemende landen

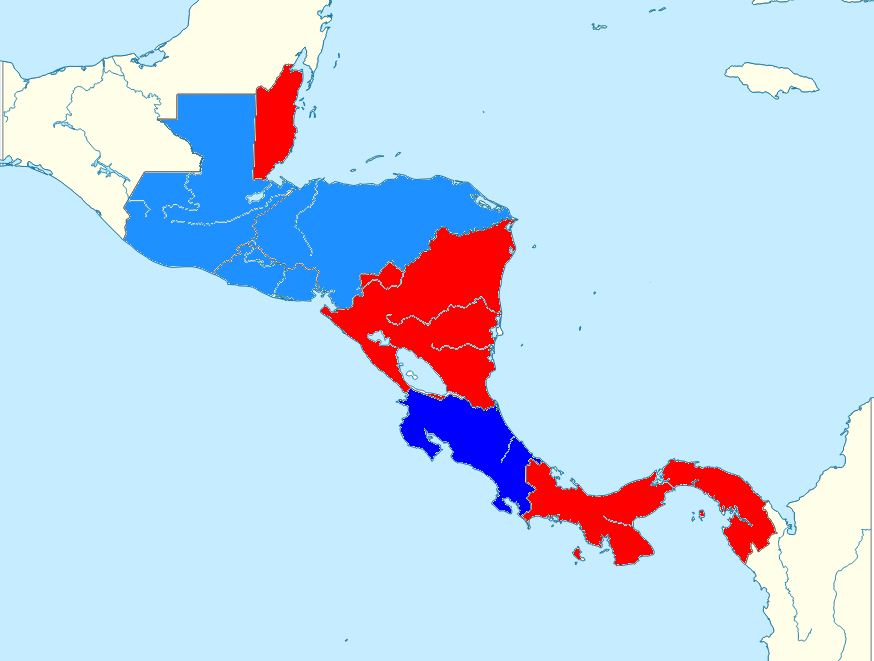
Gastland
Gekwalificeerde landen
Niet gekwalificeerd

5 landen van de UNCAF namen deel:
| Kwalificatie | Kwalificatie | Kwalificatie    |
| Land         | Groep        | Groep           |
| ------------ | ------------ | --------------- |
| Nicaragua    | Groep B      | Groep B         |
| Panama       | Groep A      | Groep A         |
| Finalegroep  |              |                 |
| Land         | Aantal       | Beste resultaat |
| Costa Rica   | 1e           | Debuut          |
| El Salvador  | 1e           | Debuut          |
| Honduras     | 1e           | Debuut          |
| Guatemala    | 1e           | Debuut          |

## Speelstad
| San José Estadio Nacional de Costa Rica |
| --------------------------------------- |
|                                         |
| · San José                              |

## Kwalificatie

### Groep A
| Land     | Wed | Win | Gel | Ver | DV | DT | +/− | Pnt |
| -------- | --- | --- | --- | --- | -- | -- | --- | --- |
| Honduras | 2   | 1   | 0   | 1   | 3  | 2  | +1  | 2   |
| Panama   | 2   | 1   | 0   | 1   | 2  | 3  | −1  | 2   |

|                          |                                        |       |          |                                                                                  |
| 5 mei «onderlinge duels» | Panama                                 | 2 – 0 | Honduras | Estadio Revolución, Panama-Stad Toeschouwers: 10.000 Scheidsrechter: Berny Ulloa |
| 5 mei «onderlinge duels» | Oberto Lynch 14' Julio Dely Valdés 57' |       |          | Estadio Revolución, Panama-Stad Toeschouwers: 10.000 Scheidsrechter: Berny Ulloa |

|                           |                                                                            |       |        |                                                                                           |
| 12 mei «onderlinge duels» | Honduras                                                                   | 3 – 0 | Panama | Estadio Francisco Morazán, San Pedro Sula Toeschouwers: 21.000 Scheidsrechter: P. Guevara |
| 12 mei «onderlinge duels» | Luis Orlando Vallejo 64' Luis Orlando Vallejo 70' Luis Orlando Vallejo 82' |       |        | Estadio Francisco Morazán, San Pedro Sula Toeschouwers: 21.000 Scheidsrechter: P. Guevara |

### Groep B
| Land        | Wed | Win | Gel | Ver | DV | DT | +/− | Pnt |
| ----------- | --- | --- | --- | --- | -- | -- | --- | --- |
| El Salvador | 2   | 2   | 0   | 0   | 5  | 2  | +3  | 4   |
| Nicaragua   | 2   | 0   | 0   | 2   | 2  | 5  | −3  | 0   |

|                                 |                  |       |                                 |                                                               |
| 4 april 1991 «onderlinge duels» | Nicaragua        | 2 – 3 | El Salvador                     | Estadio Nacional Dennis Martínez, Managua Toeschouwers: 5.000 |
| 4 april 1991 «onderlinge duels» | Bendaña 60', 87' |       | Arce 25', 89' (pen.) Rivera 43' | Estadio Nacional Dennis Martínez, Managua Toeschouwers: 5.000 |

|                                  |                        |       |           |                                                     |
| 24 april 1991 «onderlinge duels» | El Salvador            | 2 – 0 | Nicaragua | Estadio Cuscatlán, San Salvador Toeschouwers: 2.000 |
| 24 april 1991 «onderlinge duels» | Rodríguez 28' Arce 62' |       |           | Estadio Cuscatlán, San Salvador Toeschouwers: 2.000 |

### Groep C
| Land      | Wed             | Win             | Gel             | Ver             | DV              | DT              | +/−             | Pnt             |
| --------- | --------------- | --------------- | --------------- | --------------- | --------------- | --------------- | --------------- | --------------- |
| Guatemala | Bye             | Bye             | Bye             | Bye             | Bye             | Bye             | Bye             | Bye             |
| Belize    | Trok zich terug | Trok zich terug | Trok zich terug | Trok zich terug | Trok zich terug | Trok zich terug | Trok zich terug | Trok zich terug |

|             |        |   |           |  |
| 12 mei 1991 | Belize | – | Guatemala |  |
| 12 mei 1991 |        |   |           |  |

|             |           |   |        |  |
| 17 mei 1991 | Guatemala | – | Belize |  |
| 17 mei 1991 |           |   |        |  |

Belize trok zich terug, daardoor plaatste Guatemala zich automatisch voor het hoofdtoernooi.

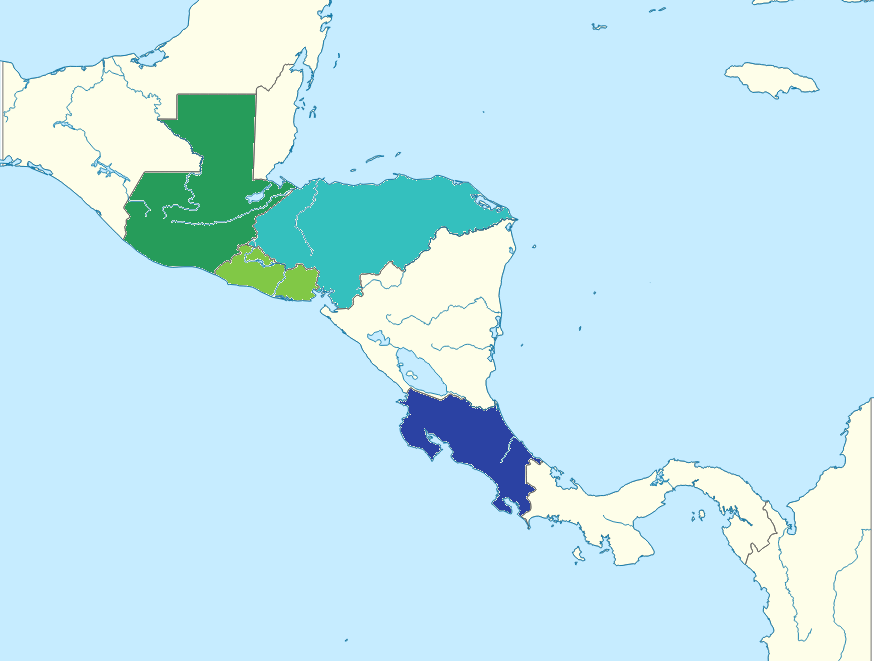
Kampioen
Tweede
Derde
Vierde

## Finalegroep
| Betekenis van de kleuren                           |
| -------------------------------------------------- |
| Kampioen, geplaatst voor de CONCACAF Gold Cup 1991 |
| Geplaatst voor de CONCACAF Gold Cup 1991           |

| Land        | Wed | Win | Gel | Ver | DV | DT | +/− | Pnt |
| ----------- | --- | --- | --- | --- | -- | -- | --- | --- |
| Costa Rica  | 3   | 3   | 0   | 0   | 10 | 1  | +9  | 6   |
| Honduras    | 3   | 1   | 1   | 1   | 2  | 3  | −1  | 3   |
| Guatemala   | 3   | 0   | 2   | 1   | 0  | 1  | −1  | 2   |
| El Salvador | 3   | 0   | 1   | 2   | 2  | 9  | −7  | 1   |

|                                              |             |       |           |                                                                               |
| 26 mei 1991 «onderlinge duels» 10:00 (UTC−6) | El Salvador | 0 – 0 | Guatemala | Estadio Nacional, San José Toeschouwers: 11.000 Scheidsrechter: Vicente Mauro |
| 26 mei 1991 «onderlinge duels» 10:00 (UTC−6) |             |       |           | Estadio Nacional, San José Toeschouwers: 11.000 Scheidsrechter: Vicente Mauro |

|                                              |                    |                  |          |                                                                                    |
| 26 mei 1991 «onderlinge duels» 12:00 (UTC−6) | Costa Rica         | 2 – 0            | Honduras | Estadio Nacional, San José Toeschouwers: 15.000 Scheidsrechter: Carlos Castellanos |
| 26 mei 1991 «onderlinge duels» 12:00 (UTC−6) | Gómez 11' Jara 52' | Wedstrijdverslag |          | Estadio Nacional, San José Toeschouwers: 15.000 Scheidsrechter: Carlos Castellanos |

|                                              |           |       |          |                                                                             |
| 29 mei 1991 «onderlinge duels» 18:30 (UTC−6) | Guatemala | 0 – 0 | Honduras | Estadio Nacional, San José Toeschouwers: 10.000 Scheidsrechter: Berny Ulloa |
| 29 mei 1991 «onderlinge duels» 18:30 (UTC−6) |           |       |          | Estadio Nacional, San José Toeschouwers: 10.000 Scheidsrechter: Berny Ulloa |

|                                              |                                                        |                  |             |                                                                                   |
| 29 mei 1991 «onderlinge duels» 20:30 (UTC−6) | Costa Rica                                             | 7 – 1            | El Salvador | Estadio Nacional, San José Toeschouwers: 10.000 Scheidsrechter: Arlington Success |
| 29 mei 1991 «onderlinge duels» 20:30 (UTC−6) | Jara 17', 41', 48' Flores 21' Gómez 63', 89' Gómez 66' | Wedstrijdverslag | Arce 16'    | Estadio Nacional, San José Toeschouwers: 10.000 Scheidsrechter: Arlington Success |

|                                              |             |       |                         |                                                                                |
| 2 juni 1991 «onderlinge duels» 10:00 (UTC−6) | El Salvador | 1 – 2 | Honduras                | Estadio Nacional, San José Toeschouwers: 15.000 Scheidsrechter: Jorge Meléndez |
| 2 juni 1991 «onderlinge duels» 10:00 (UTC−6) | Rivera 77'  |       | Espinoza 2' Machado 58' | Estadio Nacional, San José Toeschouwers: 15.000 Scheidsrechter: Jorge Meléndez |

|                                              |            |                  |           |                                                                                   |
| 2 juni 1991 «onderlinge duels» 12:00 (UTC−6) | Costa Rica | 1 – 0            | Guatemala | Estadio Nacional, San José Toeschouwers: 16.500 Scheidsrechter: José Luis Fuentes |
| 2 juni 1991 «onderlinge duels» 12:00 (UTC−6) | Jara 32'   | Wedstrijdverslag |           | Estadio Nacional, San José Toeschouwers: 16.500 Scheidsrechter: José Luis Fuentes |

| Kampioen UNCAF Nations Cup 1991 |
| ------------------------------- |
|                                 |
| COSTA RICA 1ste titel           |